# Дружбичі

варіант гербу Юноша

Дружбичі — польський шляхетський рід гербу Юноша. Був представлений, зокрема, у Мазовії.

## Представники
- Миколай із Замстова — хорунжий варшавський
- Ян — белзький підкоморій, дружина Софія (Зофія) Лащ
  - Катажина — дочка белзького підкоморія, дружина буцнівського старости Ґабріеля Сільніцького[1]
  - Теофіля — дочка белзького підкоморія, дружина Олександра Косаковського[2]